# Comuna Moneasa, Arad
Moneasa (în maghiară: Menyháza) este o comună în județul Arad, Crișana, România, formată din satele Moneasa (reședința) și Rănușa.

## Demografie
Componența etnică a comunei Moneasa
     Români (93,09%)
     Romi (1,9%)
     Alte etnii (0,95%)
     Necunoscută (4,07%)
Componența confesională a comunei Moneasa
     Ortodocși (82,52%)
     Baptiști (6,64%)
     Penticostali (4,61%)
     Romano-catolici (1,49%)
     Alte religii (0,68%)
     Necunoscută (4,07%)
Conform recensământului efectuat în 2021, populația comunei Moneasa se ridică la 738 de locuitori, în scădere față de recensământul anterior din 2011, când fuseseră înregistrați 864 de locuitori. Majoritatea locuitorilor sunt români (93,09%), cu o minoritate de romi (1,9%), iar pentru 4,07% nu se cunoaște apartenența etnică. Din punct de vedere confesional, majoritatea locuitorilor sunt ortodocși (82,52%), cu minorități de baptiști (6,64%), penticostali (4,61%) și romano-catolici (1,49%), iar pentru 4,07% nu se cunoaște apartenența confesională.

## Politică și administrație
Comuna Moneasa este administrată de un primar și un consiliu local compus din 9 consilieri. Primarul, Constantin-Doru Miron[*], de la Partidul Național Liberal, este în funcție din 1 noiembrie 2024. Începând cu alegerile locale din 2024, consiliul local are următoarea componență pe partide politice:
|  | Partid                    | Consilieri | Componența Consiliului | Componența Consiliului | Componența Consiliului | Componența Consiliului | Componența Consiliului |
|  | ------------------------- | ---------- | ---------------------- | ---------------------- | ---------------------- | ---------------------- | ---------------------- |
|  | Partidul Național Liberal | 5          |                        |                        |                        |                        |                        |
|  | Partidul Social Democrat  | 3          |                        |                        |                        |                        |                        |
|  | Partidul Puterii Umaniste | 1          |                        |                        |                        |                        |                        |

## Vezi și

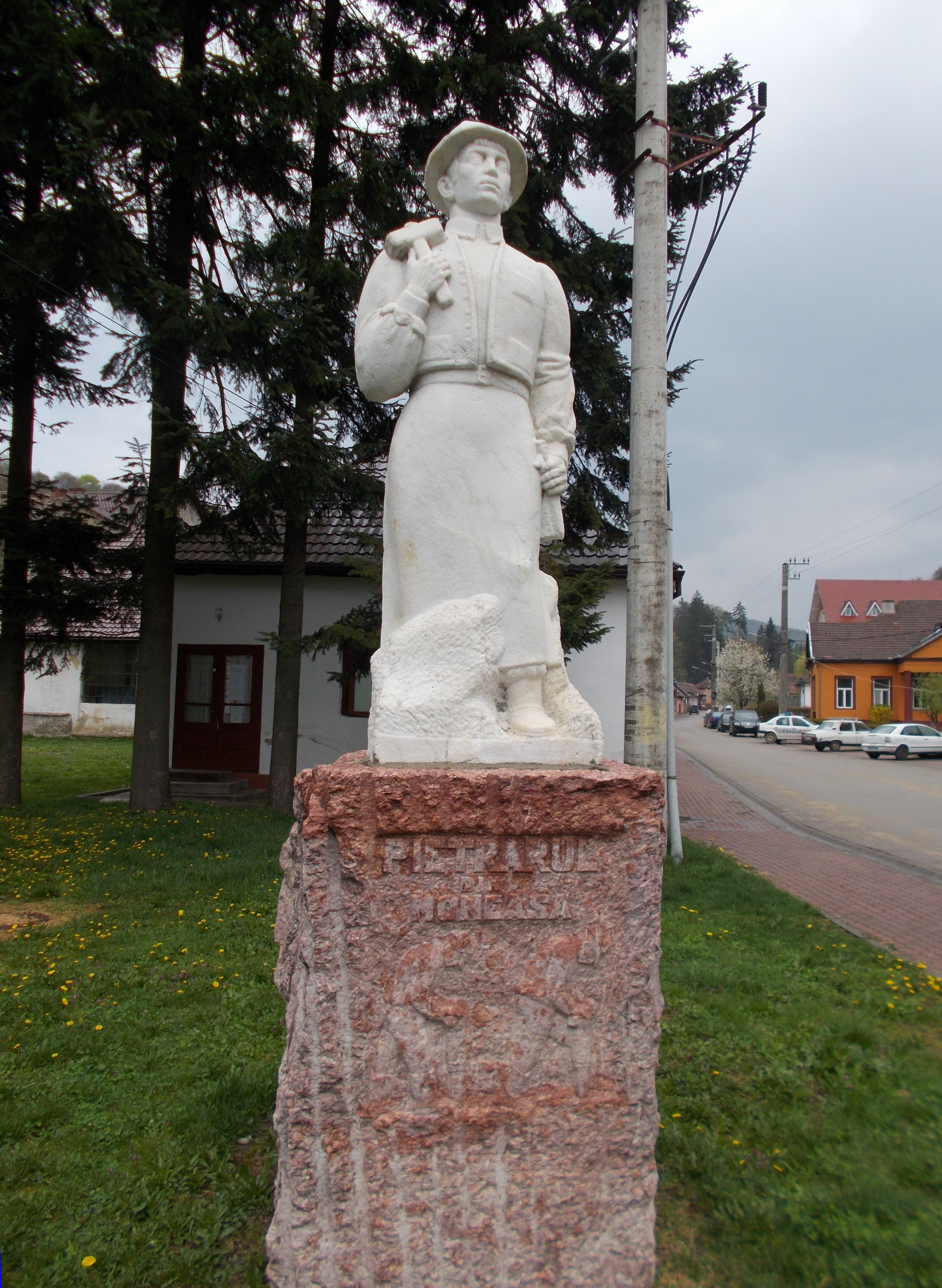